# Gabriel Gezelius
Lars Gabriel Gezelius, född 9 juni 1892 i Dala-Järna i Kopparbergs län, död 1 april 1950 i Stora Tuna, var en svensk skulptör och målare.
Han var son till lantbrukaren Lars Gezelius och Greta Israelsson och från 1923 gift med Clarie Pettersson. Gezelius studerade vid Tekniska skolan och Edward Berggrens och Gottfrid Larssons Konstskola i Stockholm. Tillsammans med Erik Herbert Lindqvist ställde han ut i Falun 1935 och han medverkade i ett flertal samlingsutställningar. Hans bildkonst består av porträtt, stilleben och landskapsmålningar medan skulpturkonsten består av minnestavlor, plaketter och porträtt. Gezelius är representerad vid Fornby folkhögskola med en plakett över Johan Olof Wallin och med en minnestavla vid Malungs hembygdsgård.